# 1960年スコーバレーオリンピックのフランス選手団
1960年スコーバレーオリンピックのフランス選手団（1960ねんスコーバレーオリンピックのフランスせんしゅだん）は、1960年2月18日から2月28日までアメリカ合衆国のスコーバレーで開催された1960年スコーバレーオリンピックのフランス選手団、およびその競技結果。

## 概要
前回1956年コルチナ・ダンペッツオオリンピックではメダル無しに終わったものの、今大会は金メダル1個、銅メダル2個の合計3個のメダルを獲得した。
アルペンスキー男子滑降では、ジャン・ヴュアルネが金メダルを獲得した。フランス勢の金メダル獲得は、1948年サンモリッツオリンピックのアルペンスキーでアンリ・オレーユが金メダル2個を獲得して以来3大会ぶり。

## メダル
| メダル | 選手名             | 競技           | 種目     |
| ------ | ------------------ | -------------- | -------- |
| 金     | ジャン・ヴュアルネ | アルペンスキー | 男子滑降 |
| 銀     | ギー・ペリヤ       | アルペンスキー | 男子滑降 |
| 銅     | シャルル・ボゾン   | アルペンスキー | 男子回転 |